# Rayk Fritzsche
Rayk Fritzsche (* 20. Januar 1978 in Karl-Marx-Stadt) ist ein ehemaliger deutscher Eisschnellläufer.

## Leben
Fritzsche besuchte von 1984 bis 1987 die Kinder- und Jugendsportschule und anschließend bis 1990 die Wilhelm-Firl-Oberschule in Karl-Marx-Stadt. Nach einem Jahr an der Oberen Luisenschule besuchte er 1991/92 wieder die Kinder- und Jugendsportschule Chemnitz und von 1992 bis 1996 das Sportgymnasium Chemnitz, an dem er sein Abitur ablegte. Er trat 1997 als  Sportsoldat in die Bundeswehr ein, wo er bis zum Dienstgrad eines Oberfeldwebels aufstieg und wurde Profisportler in der deutschen Nationalmannschaft im Eisschnelllauf. Er gehörte zu den Chemnitzer Langstreckenläufern um Frank Dittrich und Knut Morgenstern, die beim EC Chemnitz trainierten.
In Weltcup-Rennen startete Fritzsche hauptsächlich über 5000 m. In der Saison 2000/01 erreichte er im Langstreckenweltcup über 5000/10.000 Meter den 17. Platz. Bei der Eisschnelllauf-Einzelstreckenweltmeisterschaften 2001 in Salt Lake City belegte er in 6:35,50 min den 16. Platz, bei den Eisschnelllauf-Einzelstreckenweltmeisterschaften 2003 in Berlin in 7:22,96 min den 24. Platz. Sein größter Erfolg war der 2. Platz über 10.000 m bei den Deutschen Einzelstreckenmeisterschaften 2002 in Erfurt.
Von 2004 bis 2009 studierte Fritzsche an der TU Chemnitz Maschinenbau mit einer Vertiefung auf Konstruktions- und Antriebstechnik. Seit 2010 arbeitet er wissenschaftlicher Mitarbeiter am Fraunhofer-Institut für Werkzeugmaschinen und Umformtechnik in Chemnitz, wo er in der Abteilung Karosseriebau und Montage tätig ist. Im Oktober 2022 wurde er an der TU Dresden zur Thematik Flexibilisierung von automatisierter und hochratenfähiger Anlagentechnik im Karosseriebau bei Steffen Ihlenfeldt zum Dr.-Ing. promoviert.

## Bestleistungen
- 500 m: 0:39,08 min (Berlin, 29. Dezember 2003)
- 1000 m: 1:16,36 min (Klobenstein, 26. November 200ß)
- 1500 m: 1:54,68 min (Berlin, 29. Dezember 2003)
- 3000 m:	3:55,53 min (Erfurt, 7. Februar 2004)
- 5000 m: 6:32,44 min (Calgary, 2. März 2001)
- 10.000 m: 13:55,45 min (Berlin, 4. November 2001)
- Mehrkampf: 159,958 (Berlin, 29. Dezember 2003)[3]